# カーバイド撃ち

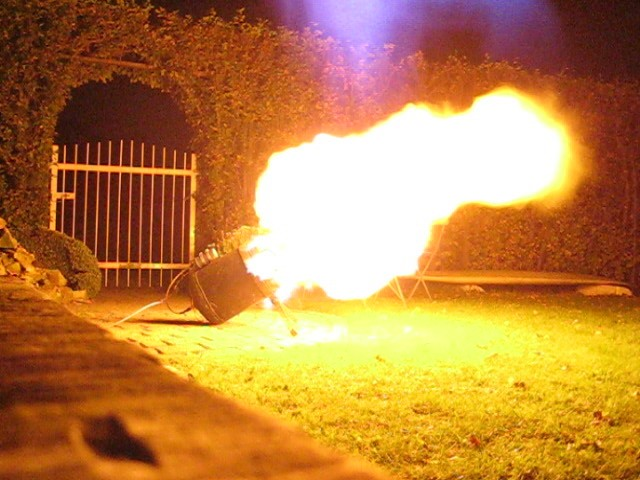
カーバイド撃ち

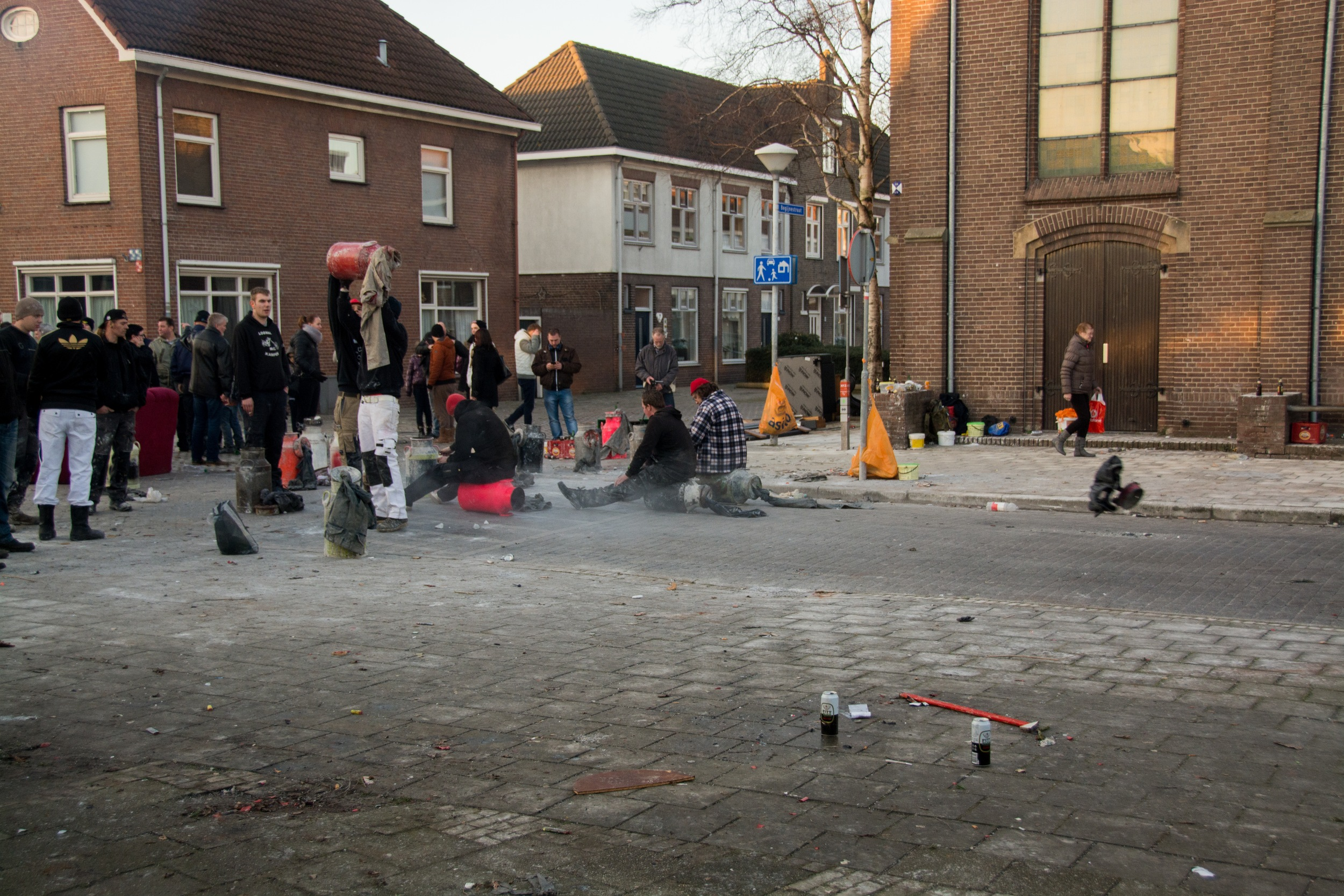
カンペンでのカーバイド撃ち

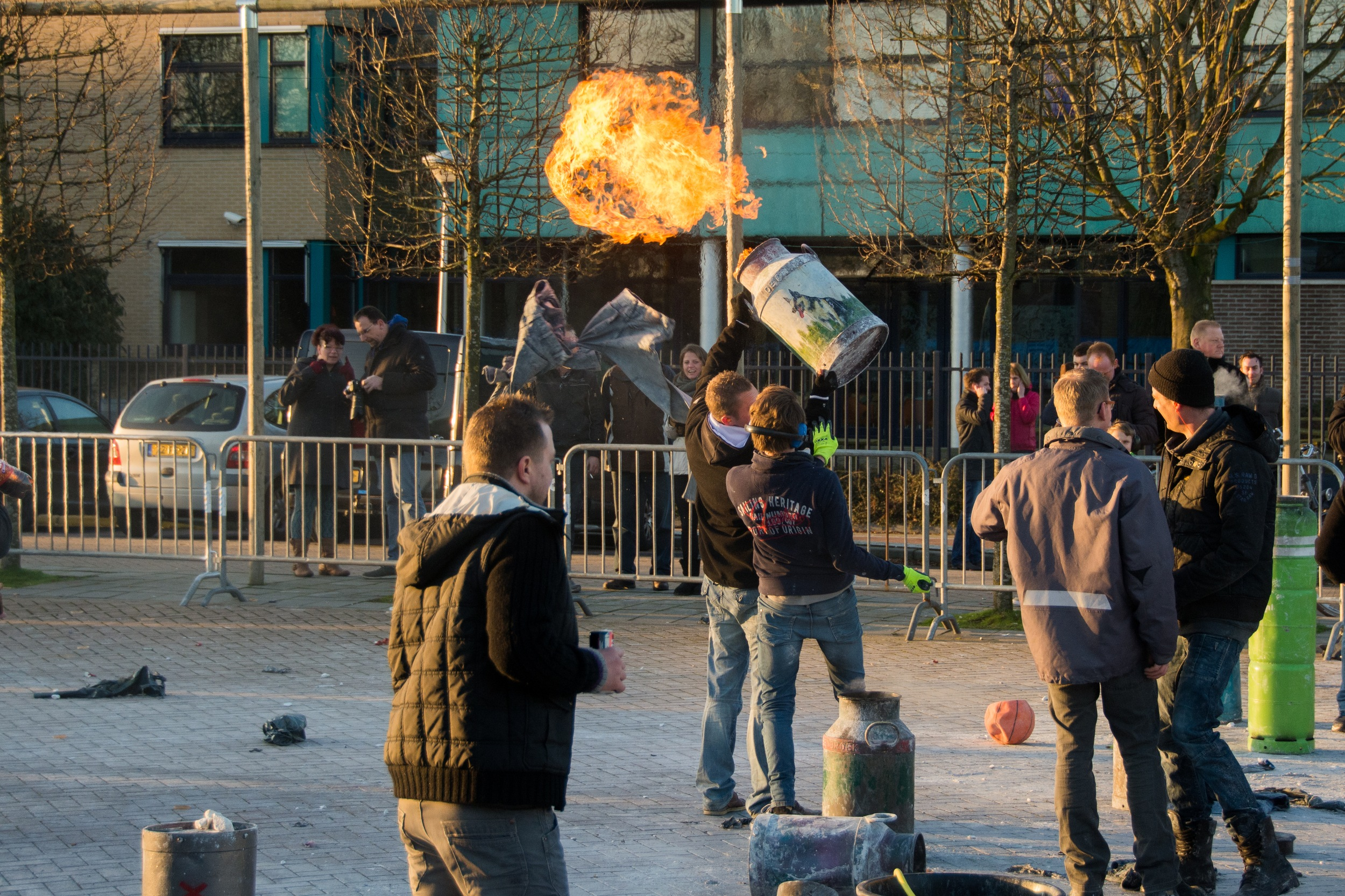
カンペンでのカーバイド撃ち

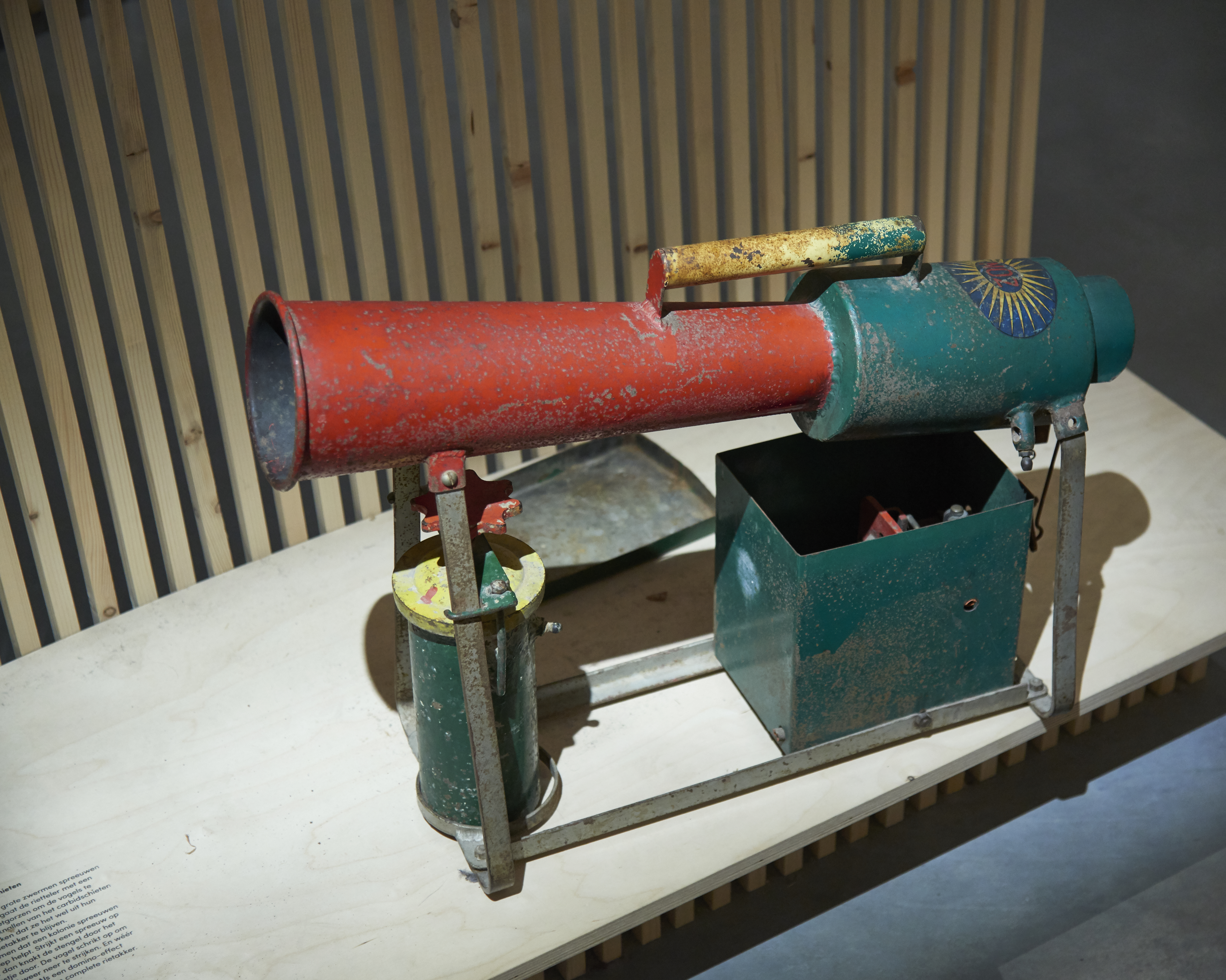
ビースボスで葦農家がムクドリを追い払うために使用したカーバイド撃ち用装置

カーバイド撃ち（カーバイドうち、オランダ: carbidschieten〔カルビッドゥスヒッテン〕、フランドル: carbuurschieten）、ミルク缶撃ち（melkbusschieten）、オオヤマネコ撃ち（北ブラバント州: losschieten）またはpulleschietenは、オランダの南部、北部、東部の一部地域の慣習である。年越し日やその前後に大抵行われるが、オランダの南部では伝統的にオンダートラウ（婚姻登録）の晩に行われる。フランドル地方にもこの慣習が存在し、近年は年越しや結婚式でも行われるようになってきている。

## 技術
炭化カルシウム（カーバイド）をミルク缶、塗料缶、または改造したガス缶に入れ、水または唾液でわずかに湿らせる。その後、缶を蓋または（プラスチック製の）ボールで閉じる。30秒程待った後、小さな穴を通して（あるいは点火プラグを使って）生成したアセチレンに着火すると、バンと大きな音を立てて爆発し、蓋あるいはボールが発射されて、数十メートル先に着地する。
カーバイド撃ちの目的は出来るだけ大きな爆発音を立てることである。これは、カーバイドと水を良い割合で混ぜることで達成することができる。より大きな容積の缶を使うことでより大きな音を出すことができ、5000リットルを超える液体肥料タンクを改造して使う場合もある。
カーバイド撃ちの大会も開かれており、ボールの飛距離、的当て、ボールの捕球などが競われる。もちろん音の大きさも競われる。

## 起源
カーバイド撃ちの歴史はよく分かっていない。本慣習はゲルマン民俗のユール祭に遡れるかもしれない。19世紀には、田舎でも都市でも、特別な日に大きな音を立てる慣習が存在した。都市で大砲を撃つ慣習は19世紀始めに禁止されたことで消えた。田舎では、婚約の時に弾丸を放つ慣習は存在し続けた。これがおそらくカーバイド撃ちの起源である。カーバイドは19世紀終わりに利用できるようになった。
カーバイドは第二次世界大戦前に自転車の灯火のためにも使われた。アセチレンガスのボトルが利用可能になる前、ほとんどの田舎の鍛冶屋は溶接のためにカーバイドを使っていた。カーバイドの入手は容易だったが、安価ではなかった。ミルク缶も19世紀終わりから農村地域で広く入手可能だった。20世紀に入ると、ミルク缶を使ったカーバイド撃ちが流行した。

## 人気の高まり
20世紀の後半、ミルク缶を使ったカーバイド撃ちは次第に、農家の庭だけでなく、村の共有草地やスポーツ競技場でも行われる社会活動になった。大会やスポーツイベント、選手権なども組織された。大会の目的は缶の蓋の飛距離を競うことである。1980年代には、安全性を高めるために蓋の代わりにボールを使うことが決定された。2014年、カーバイド撃ちはオランダ無形文化遺産目録に収載された。
2014年に新たな花火法が導入された後、カーバイド撃ちの人気は高まった。この法律の下では、大晦日の午後6時から元旦の午前2時の間だけ花火を打ち上げることができる。カーバイド撃ちにはこの法律が適用されないため、より多くの人々がカーバイド撃ちを始めた。
2020年のコロナ危機の際、2020/2021年の年越しの花火の禁止が発表されると、カーバイド撃ちの全国的な禁止が検討された。全国的な禁止は実施されなかったものの、デン・ハーグや北ブラバント州など様々な地方自治体や地域でカーバイド撃ちが禁止された。

## 危険性
カーバイド撃ちには危険性が伴う。しかし適切な予防措置を取ることで、危険性を最小化できる。無能力、不注意、あるいは自信過剰さはしばしば事故の原因となる。危険性は良い材料の選択や適切な距離を取ることによって減らすことができる。

### 器具・材料
器具選びは重要である。缶は衝撃を吸収できのに十分な強度を持っていなければならない。したがって、アルミニウムあるいは銅製のミルク缶よりも鋼鉄製のミルク缶が望ましい。古典的なミルク缶に加えて、様々な種類の代替缶が利用可能である。その中では改造したガス缶が人気である。缶にはひびが入っていてはいけない。缶は弁で閉じボールまたはプラスチック製シートが望ましい。ミルク缶の蓋を使うと、しっかりと閉じられ過ぎて、缶が爆発する危険性がある。蓋を勢いよく閉めた時に火花が発生する恐れがあり、予期せぬ着火が起こり得る。飛んだ弁で怪我をするのを防ぐため、大抵は長さ数十メートルの頑丈なロープで結ばれる。着火時は、距離を取ることで危険性を最小限にできる。長い棒の先にトーチまたはバーナーを付けたものはライターやヒューズ、爆竹の良い代替物である。個人用の保護具も重要である。良い爆発は耳をつんざくような音を出す。そのため、耳を保護する器具の装着が推奨される。その他の保護器具としては（花火用）眼鏡と手袋である。また、消化用の水と防火用毛布の準備も重要である。

### 点火
点火時は、缶の配置、射界、点火の瞬間と不発の周知に注意を払うことが重要である。缶の配置は後ろ向きに飛ぶことがないように、例えば、地面に穴を掘って配置したい、自動車タイヤの中に置くなどする。点火を行う人物は缶の横方向に立たなければならない。75メートルから100メートルの射界から人を排除すること、そして当然のことながら人間や動物を標的にするのは禁忌である。点火の瞬間をはっきりと周知することで安全性を高められる。不発の場合は、弁を取り除き、缶からガスが出なくなるまで待ったほうがよい。2014年以後の人気の高まりと、花火の禁止により、数多くの事故が発生している。したがって、カーバイド撃ちのための安全指南が作られた。

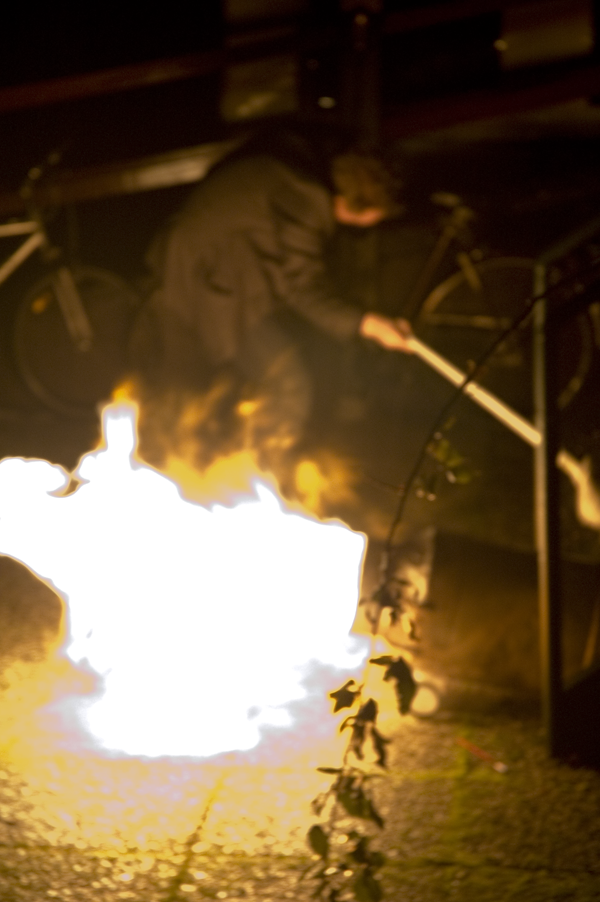
水を加え過ぎた時
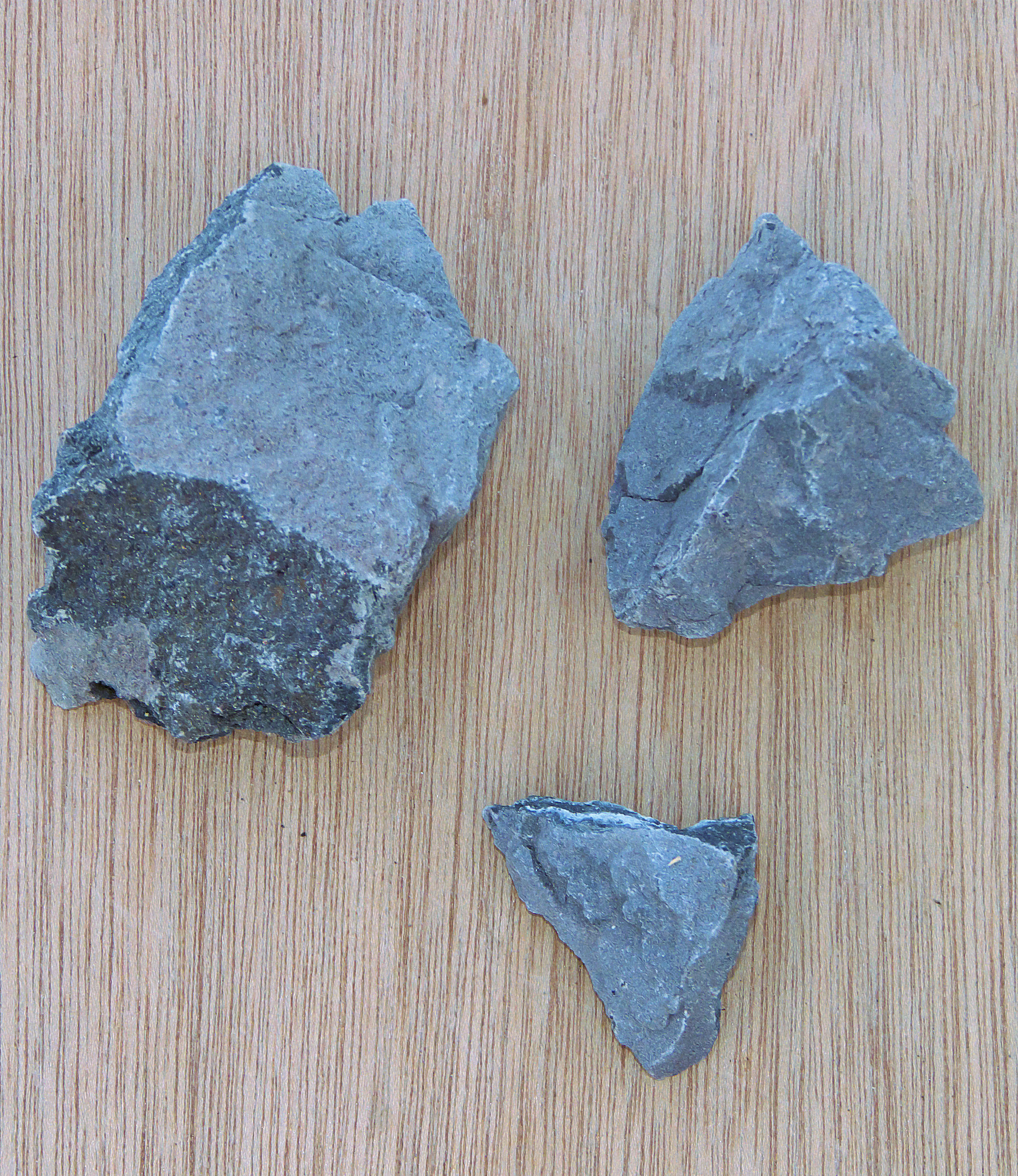
カーバイド